# Anisynta
Anisynta là một chi bướm ngày thuộc họ Bướm nâu.

## Các loài
- Anisynta sphenosema Meyrick & Lower, 1902
- Anisynta cynone Hewitson, 1874
- Anisynta tillyardi Waterhouse & Lyell, 1912
- Anisynta monticolae Olliff, 1890
- Anisynta dominula Plötz, 1884

## Hình ảnh

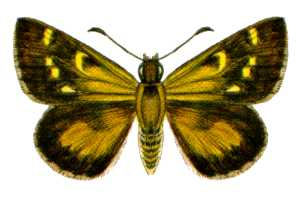